# Panzerkampfabzeichen

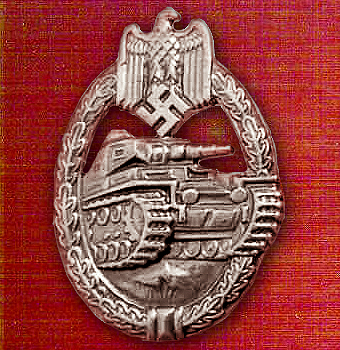
Das Panzerkampfabzeichen in Silber

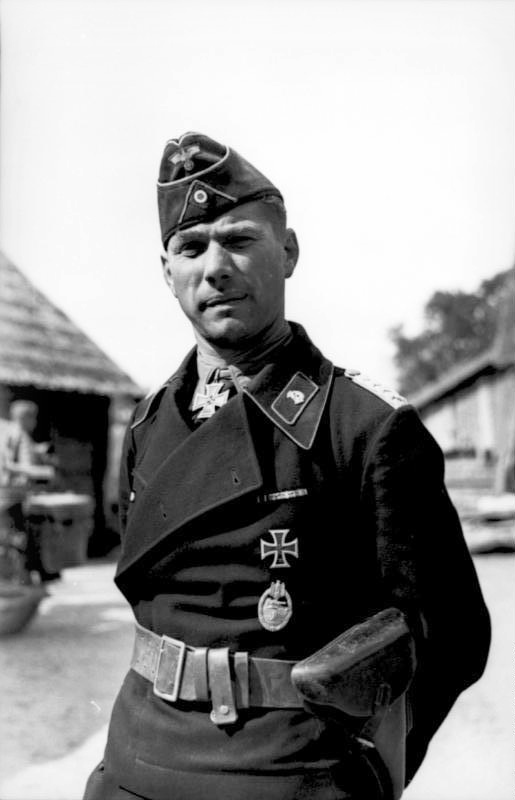
Korrekte Trageweise des Panzerkampfabzeichens an der linken Tasche der Panzeruniform

Das Panzerkampfabzeichen war eine Auszeichnung für Soldaten der Panzer- sowie deren Unterstützungstruppen zur Zeit des Zweiten Weltkrieges. Es wurde am 20. Dezember 1939 vom Generaloberst Walther von Brauchitsch gestiftet und trug zunächst noch den Namen Panzerkampfwagenabzeichen, welches jedoch ein Jahr später umbenannt wurde und von da an die Bezeichnung Panzerkampfabzeichen trug.

## Panzerkampfabzeichen in Silber
Das Panzerkampfabzeichen in Silber war das erste dieser Art, welches gestiftet wurde. Es konnte an alle Soldaten der Panzertruppen verliehen werden. Voraussetzung war die Bewährung in drei verschiedenen Kampfeinsätzen, an drei unterschiedlichen Tagen als Mitglied einer Panzerbesatzung. Diese musste aktiv am Kampfgeschehen teilgenommen haben.

## Panzerkampfabzeichen in Bronze
Das Panzerkampfabzeichen in Bronze wurde erst am 1. Juni 1940 von Brauchitsch gestiftet und war als Anerkennung der in vielen Sturmangriffen gezeigten Bewährung aller Teile des Heeres und als Ansporn vollsten Einsatz des einzelnen Mannes gedacht. Es war daher vergleichbar mit dem Infanteriesturmabzeichen für die motorisierte Infanterie. Die Verleihungsbestimmungen waren ähnlich dem in Silber. Ein mit dem Panzerkampfabzeichen in Bronze ausgezeichneter Soldat musste allerdings an drei verschiedenen Sturmangriffen mit der Waffe in vorderster Stellung einbrechend teilgenommen haben.

## Verleihungszahlen
Das Panzerkampfabzeichen konnte zunächst nur durch Divisionskommandeure verliehen werden, ab dem 9. September 1942 aber auch durch Bataillonskommandeure. Die Verleihungszahlen (einschließlich höhere Stufen) betrugen für das Panzerkampfabzeichen:
- etwa 22.000 (Silber)
- etwa 12.550 (Bronze)

## Trageweise
Das Panzerkampfabzeichen wurde als Steckabzeichen auf der linken Brustseite in und außer Dienst zu allen Uniformen der Wehrmacht getragen. Es konnte auch zu allen Uniformen der Partei und des Staates getragen werden. Zur bürgerlichen Kleidung durfte eine verkleinerte Form (16 mm Nadel) der Auszeichnung am linken Rockaufschlag getragen werden. Bei Festanlässen war ein dementsprechender Miniaturanhänger zum Frackkettchen statthaft.

## Stufen
Ursprünglich lediglich in einer Stufe gestiftet, machte es der weitere Verlauf des Krieges schließlich notwendig, auch für das Panzerkampfabzeichen (sowohl in Silber als auch in Bronze) höhere Stufen zu schaffen. Dies war der Tatsache geschuldet, dass mehr und mehr Angehörige der Panzertruppen und der ihnen unterstellten Verbände die Verleihungsbedingungen des Panzerkampfabzeichens übererfüllt hatten. Mit Verfügung vom 22. Juni 1943 genehmigte das Oberkommando des Heeres schließlich deren Einführung. Die dadurch geschaffene Stufeneinteilung war:
1. Stufe: Panzerkampfabzeichen
2. Stufe: Panzerkampfabzeichen mit Einsatzzahl 25
3. Stufe: Panzerkampfabzeichen mit Einsatzzahl 50
4. Stufe: Panzerkampfabzeichen mit Einsatzzahl 75
5. Stufe: Panzerkampfabzeichen mit Einsatzzahl 100

Das Panzerkampfabzeichen in Silber war von da an den Panzerbesatzungen der Panzereinheiten und das Panzerkampfabzeichen in Bronze den Panzerbesatzungen der Panzerspäheinheiten vorbehalten. Angehörige der Sturmgeschützeinheiten, der Sturmpanzereinheiten und Panzerjägereinheiten der Panzerjägerabteilungen wurden nur noch mit dem allgemeinen Sturmabzeichen ausgezeichnet.

## Sonstiges
Laut Gesetz über Titel, Orden und Ehrenzeichen vom 26. Juli 1957 ist das Tragen der Auszeichnung in der Version des Dritten Reiches in der Bundesrepublik Deutschland nur ohne nationalsozialistische Embleme gestattet. Das Barettabzeichen der Panzertruppen der Bundeswehr benutzt, abgeleitet vom Vorbild der 57er Version des Panzerkampfabzeichens der Wehrmacht, ebenfalls einen stilisierten Kampfpanzer (Leopard), welcher aber im Gegensatz zu seinem Vorbild mit umgekehrter Fahrtrichtung (von rechts nach links fahrend, bedingt durch die Trageweise am Barett) dargestellt wird. Im Übrigen ist statt der Einsatzzahl hier die Fahne der Bundesrepublik Deutschland zu sehen.